# Olidiana scopae
Olidiana scopae är en insektsart som beskrevs av Nielson 1982. Olidiana scopae ingår i släktet Olidiana och familjen dvärgstritar. Inga underarter finns listade i Catalogue of Life.